# Dana Incorporated
Dana Incorporated er en multinational amerikansk producent af bildele som aksler, drivaksler, transmissioner, elektrodynamik, termik, forsegling og digitalt udstyr til bilindustri. Hovedkvarteret er lokaliseret i Maumee, Ohio. De har ca. 33.000 ansatte i 33 lande, samt en omsætning på 8,6 mia. US$.
I 1904 begyndte Clarence W. Spicer, ingeniør, opfinder og grundlægger af virksomheden at fremstille U-koblinger i Plainfield, New Jersey.